# Platyrhacus mexicanus
Platyrhacus mexicanus är en mångfotingart som först beskrevs av Lucas 1840.  Platyrhacus mexicanus ingår i släktet Platyrhacus och familjen Platyrhacidae. Inga underarter finns listade i Catalogue of Life.